# Czesław Wróblewski (komunista)
Czesław Wróblewski (ros. Чеслав Иосифович Врублевский, ur. 7 października 1900 w Rydze, zm. w maju 1986 w Charkowie) – radziecki działacz partyjny.

## Życiorys
W 1918 wstąpił do Armii Czerwonej, po demobilizacji w 1920 został sekretarzem i kierownikiem wydziału politycznego jednej z kolei oraz członkiem RKP(b), od sierpnia 1920 do 1921 ponownie służył w Armii Czerwonej. Następnie, 1921–1922 był słuchaczem kursów rolniczych, później studiował w Swierdłowskim Uniwersytecie Komunistycznym, został sekretarzem fabrycznej komórki partyjnej w Moskwie, a w 1925 w Omutninsku, później kierował wydziałem agitacji i propagandy Komitetu Powiatowego WKP(b) w Omutninsku. Od listopada 1927 do maja 1929 był sekretarzem odpowiedzialnym Komitetu Powiatowego WKP(b) w Omutninsku, w 1929 kierował wydziałem ds. pracy na wsi Komitetu Okręgowego WKP(b) w Kotielniczu, a od 1929 do maja 1930 wydziałem organizacyjno-dystrybucyjnym tego komitetu, a od maja do sierpnia 1930 był jego sekretarzem odpowiedzialnym. Od sierpnia 1930 do maja 1931 był sekretarzem komitetu rejonowego WKP(b) w Kotielniczu, później kierownikiem niżnonowogrodzkiego krajowego zarządu gospodarki rolnej, następnie do grudnia 1934 przewodniczącym Gorkowskiego Krajowego Związku Spółdzielni Spożywców. Od 10 stycznia 1935 do 5 grudnia 1936 był I sekretarzem Komitetu Obwodowego WKP(b) Maryjskiego Obwodu Autonomicznego, a od 5 grudnia 1936 do listopada 1937 I sekretarzem Maryjskiego Komitetu Obwodowego WKP(b), potem od grudnia 1937 do czerwca 1938 dyrektorem fabryki Krasnaja Zastawa w Stalingradzie.
24 czerwca 1938 został aresztowany podczas wielkiego terroru, 1 września 1939 skazany na 8 lat pozbawienia wolności, zwolniony 31 lipca 1946. Później pracował jako zootechnik w rejonowym oddziale rolniczym w obwodzie włodzimierskim, 11 grudnia 1948 został ponownie aresztowany i 16 lutego 1949 skazany na zesłanie do Kraju Krasnojarskiego, w czerwcu 1955 zrehabilitowany.